# فريدمان باول إرهارت
فريدمان باول إرهارت (بالإنجليزية: Friedman Paul Erhardt)‏ هو صاحب مطعم أمريكي، ولد في 5 نوفمبر 1943 في شتوتغارت في ألمانيا، وتوفي في 26 أكتوبر 2007.

## وصلات خارجية
- فريدمان باول إرهارت على موقع IMDb (الإنجليزية)